# Kotelny

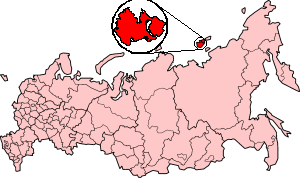

Kotelny (Russisch: Остров Котельный, Ostrov Kotelny; Jakoets: Олгуйдаах арыы, Olguidaach aryy) is een eiland van de Anzjoe-eilanden, een subgroep van de Nieuw-Siberische Eilanden, in de Noordelijke IJszee. Met een oppervlakte van ongeveer 23,000 km² is het een van de 50 grootste eilanden in de wereld. Administratief behoort Kotelny tot de republiek Jakoetië.

## Geografie
Kotelny is 11,665 km² groot. In de loop van de jaren zijn Kotelny en Faddejevski, met behulp van zandsuppletie, aan elkaar verbonden. De grote zandbank die tussen de twee eilanden ontstond, Bungeland, is 6,200 km² groot. Kotelny en Faddejevski worden nog steeds soms van elkaar gescheiden door overstromingen op het maar acht meter hoge Bungeland. Het hoogste punt van Kotelny is 374 meter op Malakatyn-Tas.
Sannikovland (spookeiland)